# Heiti
Um heiti (nórdico antigo heiti [hɛitɪ], islandês moderno pronúncia [heiːtɪ], pl.Heiti "nome, denominação, designação, a expressão") é uma sinônimo usada em Antigo escandinavo poesia em lugar da palavra para algo normal. Por exemplo, poderiam utilizar Velha escandinavo poetas jór "corcel" em vez do prosaico hestr "cavalo".

## Heiti e kennings
No sentido moderno, heiti distinguem-se dos kennings, em que um heiti é uma simples palavra, que é um kenning um circunlóquio, sob a forma de uma frase ou palavra composta; mækiré, assim, um heiti para "espada" (a palavra é habitual em prosa é sverð), enquanto quegrand hlífar "causa mortis do escudo" eben-Furr "ferida-fogo" são kennings para "espada".
No entanto, Snorri Sturluson, escrito no século XIII, heiti era entendida num sentido mais lato que poderia incluir kennings. Snorri denominado palavras simples, poética ou outra,ókend heiti "incondicional condições". Estes ele distinguidas das locuções, kend heiti "qualificado termos" (ou seja, kennings).

## Tipos de heiti
Alguns heiti são palavras que normalmente não se encontram fora do versículo, por exemplo, firar, um grande número de sinônimos para menn "os homens, as pessoas". Outros são bastante comuns em prosa, mas utilizada pelo especialista em alguns poetas sentido, tais como''sal "sal" para significarsjár "mar".
Heiti tinha uma variedade de origens. Algumas palavras foram arcaico:jór "corcel", alguns loanwords:sinjór "senhor" (do latimaltos, provavelmente através de Velha francêsseignor). Várias espécies de sinédoque eo metonímia foram empregadas:brandar "partes da proa de um navio" para "navio", como um todo;gotnar "góticos" para "homens "Ou" pessoas "em geral;targa" tarja "(um tipo de proteção) para" blindagem "em geral;Stål"aço" para " armas, a guerra ". Poucos foram heiti metafóricos:hríð "tempestade" para "atacar, (início da) batalha". Alguns foram originalmente nomes próprios:Hrotti,Laufi,MistilteinneTyrfingr todas as espadas eram propriedade de heróis lendários. Havia também heiti específicas para os indivíduos, especialmente os deuses (por exemplo,Grímnir,Fjölnir,Viðrir e muitos mais, para Odin).
Havia um grande número heiti para certos conceitos que os poetas frequentemente tratados, tais como o "homem", "mulher", "líder", e termos de armamento. Nomes desækonungar "mar-reis" (lendário pirata dirigentes) constituem outra grande categoria. A partir destes foram formadas kennings para "mar" e "Navio", por exemplo, Rakna bifgrund "Rakni da terra tremer" = "o mar";Þvinnils dyr "Thvinnil da besta" = "barco".

## Parallelos
De forma análoga, e em alguns casos parente termos, são encontrados na poética das tradições das outras línguas germânicas precoce, por exemplo, Inglês AntigoGuma,secg:nórdico antigo Gumi,seggr "homem"; Inglês Antigo heoru,mēce: Escandinavo antigo hjörr,mækir "espada". Muitos outros idiomas, antigos e modernos, terem possuído uma poética, vocabulário especializado, para mais ou para menos removido do discurso cotidiano, muitas vezes derivada de formas semelhantes a Velha heiti escandinavo. Assim escritores do Inglês moderno clássica poesia têm por vezes utilizado o arcaico 'para o firmamento "céu", ou rappersrevólver para "arma" (sinédoque), gelo Para "jóias" (metáfora).